# Phyllolabis latifolia
Phyllolabis latifolia là một loài ruồi trong họ Limoniidae. Chúng phân bố ở miền Tân bắc.